# Sukedachi Nine
Avengers 09 (助太刀09, Sukedachi Nine) é uma série de mangá escrita e ilustrada por Seishi Kishimoto. Foi publicado inicialmente na revista Shounen Gangan entre 11 de outubro de 2014 há 12 de julho de 2016. Nos Estados Unidos foi publicado digitalmente pela Crunchyroll em agosto de 2016, no Brasil foi publicado pela Panini.

## Enredo
À medida que a população do Japão envelhece e diminui, as taxas de assassinatos disparam, o governo japonês começou a implementar leis mais rígidas contra os criminosos. Mesmo com a pena de morte ainda não tem força para deter os criminosos mais violentos, o Japão trouxe de volta à vida uma lei do século 19: a lei da "Vingança". Esta lei agora permitirá que as vítimas e seus parentes contratem uma agência de forças especiais do governo para capturar o assassino e reencenar exatamente os mesmos métodos com os quais a vítima morreu no assassino.
Yamagishi Yuji é o 7º membro das Forças Especiais "Avengers". Cada um dos membros dessas forças especiais foi escolhido para fazer cumprir a lei da Vingança, porque eles também foram vítimas de crimes passados.